# Centro Universitário de Pato Branco

O UNIDEP - Centro Universitário de Pato Branco é um Centro Universitário localizado na cidade de Pato Branco, Paraná. Anteriormente denominada FADEP - Faculdade de Pato Branco, instituiu o curso de Medicina em 2017 e no ano seguinte foi adquirida pela Afya. Em maio de 2019, a instituição recebeu a comissão de avaliadores do MEC e foi avaliada com conceito 5, a nota máxima de excelência educacional atribuída pelo Governo Federal. Assim, no mês de dezembro garantiu o título de Centro Universitário e alterou seu nome. No evento de apresentação da nova mantenedora da instituição, a nova Diretora Geral, Kelen Mânica, ressaltou:
“Desde o primeiro momento, tive a certeza de que temos um grupo de colaboradores muito qualificado, e que a excelência será apenas a consequência do trabalho que realizaremos aqui [...] Desde que cheguei na cidade, percebo a relação de carinho e orgulho que todos têm com a FADEP. O grupo NRE chega para fazer parte desta comunidade”
A comunidade acadêmica é integrada por mais de 3.000 acadêmicos, 160 professores e 120 colaboradores. Além da oferta de cursos de pós-graduação, a instituição atualmente conta com os seguintes cursos de graduação: 
- Administração
- Ciências Contábeis
- Direito
- Educação Física
- Enfermagem
- Engenharia Civil
- Engenharia Elétrica
- Engenharia de Software
- Fisioterapia
- Medicina
- Nutrição
- Odontologia
- Pedagogia
- Publicidade e Propaganda
- Psicologia
- Tecnologia em Análise e Desenvolvimento de Sistemas
- Tecnologia em Estética e Cosmética
- Tecnologia em Gastronomia

Distribuída em sete blocos, com uma área construída de mais de 35 mil metros quadrados, a estrutura educacional da UNIDEP oferece à comunidade acadêmica 80 salas de aula, anfiteatro com capacidade para 450 pessoas, miniauditório para 100 pessoas e uma biblioteca com mais de 60 mil exemplares. A fim de proporcionar um ensino diferenciado e de excelência, a UNIDEP também oferece diversos laboratórios de informática, salas de aula multimídia e modernas salas de aula invertidas, cuja proposta é permitir aulas menos expositivas, capazes de promover um maior engajamento dos acadêmicos em relação aos conteúdos trabalhados pelo professor.